# جان گتز
جان گتز (انگلیسی: John Getz؛ زادهٔ ۱۵ اکتبر ۱۹۴۶) یک هنرپیشه اهل ایالات متحده آمریکا است. وی از سال ۱۹۷۴ میلادی تاکنون مشغول فعالیت بوده‌است.
از فیلم‌ها یا برنامه‌های تلویزیونی که وی در آن نقش داشته است می‌توان به زودیاک، خون ساده، جابز، متولد چهارم ژوئیه، سوی موفرفری، مردان در محل کار، چند دختر، به مامان نگو پرستار بچه مرده و مگس ۲ اشاره کرد.